# Conferència de Ialta
La Conferència de Ialta va ser una reunió dels principals líders dels Aliats de la Segona Guerra Mundial que tingué lloc entre el 4 de febrer i l'11 de febrer de 1945 a Ialta (Russia), concretament al palau de Livàdia. Junt amb la Conferència de Teheran, va ser l'única vegada que es van reunir Roosevelt, Stalin i Churchill, els tres grans líders aliats dels Estats Units, la Unió Soviètica i l'imperi Britànic respectivament.
Cadascuna de les tres potències va dur els seus propis interessos a la Conferència: els britànics volien mantenir el seu imperi, els soviètics volien obtenir més territori i enfortir les seves conquestes, i els nord-americans volien que els soviètics entressin en l'Organització de les Nacions Unides i participessin en la Guerra del Pacífic, així com discutir les aliances de la postguerra.
L'epicentre de la conferència era la coordinació militar car es pensava que les tropes aliades haurien de desembarcar al Japó, la qual cosa comportava una enorme pèrdua de soldats i encara que els nord-americans avançaven en les investigacions per a obtenir la bomba atòmica, de moment els estadistes no desitjaven confiar en una arma tan incerta. Inicialment s'havia pensat en la Xina, però amb el temps s'havia pogut constatar l'escàs entusiasme del generalíssim Chiang Kai-shek, la deficient preparació del seu exèrcit i la poca fiabilitat dels seus comandaments. Per això, Roosevelt necessitava la col·laboració de la Unió Soviètica i el seu nombrós exèrcit per a donar el cop de gràcia al Japó, una cosa que semblava impossible, ja que formalment l'URSS i l'Imperi del Sol Naixent no s'havien declarat la guerra.
Es va preveure la divisió d'Alemanya en quatre zones de control, una per a cada una de les tres potències participants en la Conferència, més França. Berlín, tot i estar inclosa dins la zona soviètica, es dividiria en quatre sectors.
Es va discutir l'estatus i les noves fronteres de Polònia, de la qual no es va respectar el govern a l'exili, i se'n van fixar unes noves fronteres desplaçades vers l'oest, seguint la línia Curzon, en què l'estat polonès perdia les regions de la Galítsia oriental (regió històricament part d'Ucraïna, sota el control de la Confederació de Polònia i Lituània i després Polònia) i Brest-Litovsk a favor d'Ucraïna i de Belarús. Amb Alemanya la frontera es va fixar en la línia formada pels rius Oder i Neisse, per la qual cosa el territori polonès seria més reduït que el de 1939.
A més, s'obligà milions de soviètics a tornar a la Unió Soviètica i iugoslaus a Iugoslàvia sota els governs comunistes, contra la seva voluntat.

## Acords

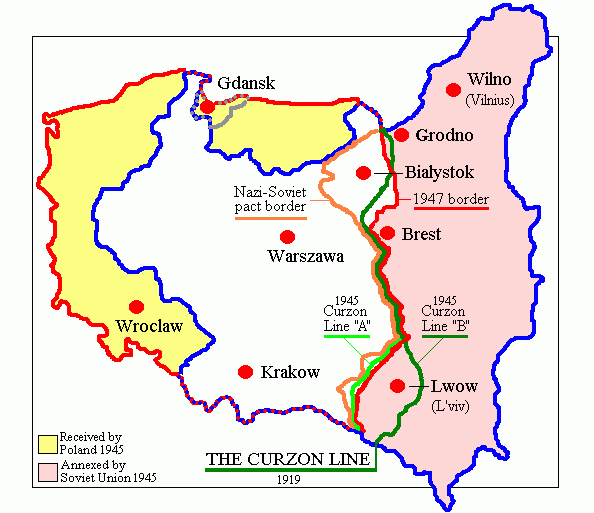
Fronteres poloneses abans i després de la Segona Guerra Mundial

Així doncs, els acords presos a la Conferència de Ialta van ser:
- S'acordà la prioritat de la rendició incondicional de l'Alemanya Nazi.
- Els criminals de guerra nazis haurien de ser portats davant de la justícia.
- Celebració d'eleccions lliures als estats europeus alliberats
- Els Estats Units, la Unió Soviètica i el Regne Unit es comprometien a "constituir autoritats governamentals provisionals àmpliament representatives a tots els organismes democràtics de les poblacions, que es comprometrien a establir, tan aviat com fos possible, per elecció lliure, governs que fossin l'expressió de la voluntat dels pobles."
- La Unió Soviètica hauria d'entrar a la guerra contra el Japó abans que es complissin tres mesos de la rendició d'Alemanya. La Unió Soviètica rebria a canvi el sud de l'illa de Sakhalín i les illes Kurils.
- Destrucció del militarisme alemany i del nazisme.
- Les reparacions de guerra alemanyes es pagarien, parcialment, en forma de treballs forçats. Aquests haurien de ser per reparar els danys que Alemanya havia causat a les seves víctimes.[1] Es crearia un Consell de Reparacions, amb seu a la Unió Soviètica.
- Alemanya quedaria dividida en 3 zones ocupades pels tres vencedors, Estats Units, la Unió Soviètica i la Gran Bretanya. Posteriorment Churchill defensaria la divisió en quatre zones, corresponent la quarta a França (la seva zona seria a costa de les zones britànica i estatunidenca).
- Polònia seria desplaçada a l'oest. Cediria territoris a la Unió Soviètica i rebria, en compensació, territoris presos d'Alemanya. La frontera polonesosoviètica quedaria fixada a la línia del pacte germanosoviètic de 1939 que es corresponia, en part, a la línia Curzon, és a dir, la línia de la demarcació proposada durant la guerra poloneso-soviètica de 1919-1920 pel ministre d'exteriors britànic, lord Curzon.
- Churchill remarcà que s'haurien de celebrar eleccions lliures a Polònia.[2] El líder britànic senyalà que el Regne Unit "mai no estaria satisfet amb cap solució que no deixés a Polònia com un estat lliure i independent." Stalin acceptà permetre eleccions lliures a Polònia, però mai no complí la seva promesa.
- Reorganització del "Comitè de Lublin", govern prosoviètic establert a la Polònia alliberada, "segons les bases democràtiques més esteses, amb la inclusió dels caps demòcrates que es troben a l'estranger", és a dir, els membres del govern provisional a Londres.
- Precisions respecte del funcionament de l'ONU, la creació de la qual es decidí a la Conferència de Dumbarton Oaks el 1944: dret a veto dels membres permanents del Consell de Seguretat; la Unió Soviètica demana tants seients com províncies i regions la constitueixen (és a dir, 16), però només n'obté 3: Rússia, Ucraïna i Belarús. Les Nacions Unides estaran presents en qualitat d'observadores a l'organització d'Europa.

## Mapes

Partició d'Alemanya després de la Segona Guerra Mundial:[3]   Zona britànica  Zona francesa (dos exclavaments) i començant el 1947, el protectorat de Saar  Zona americana  Zona soviètica, més endavant la RDA  Territoris annexionats per Polònia i la URSS
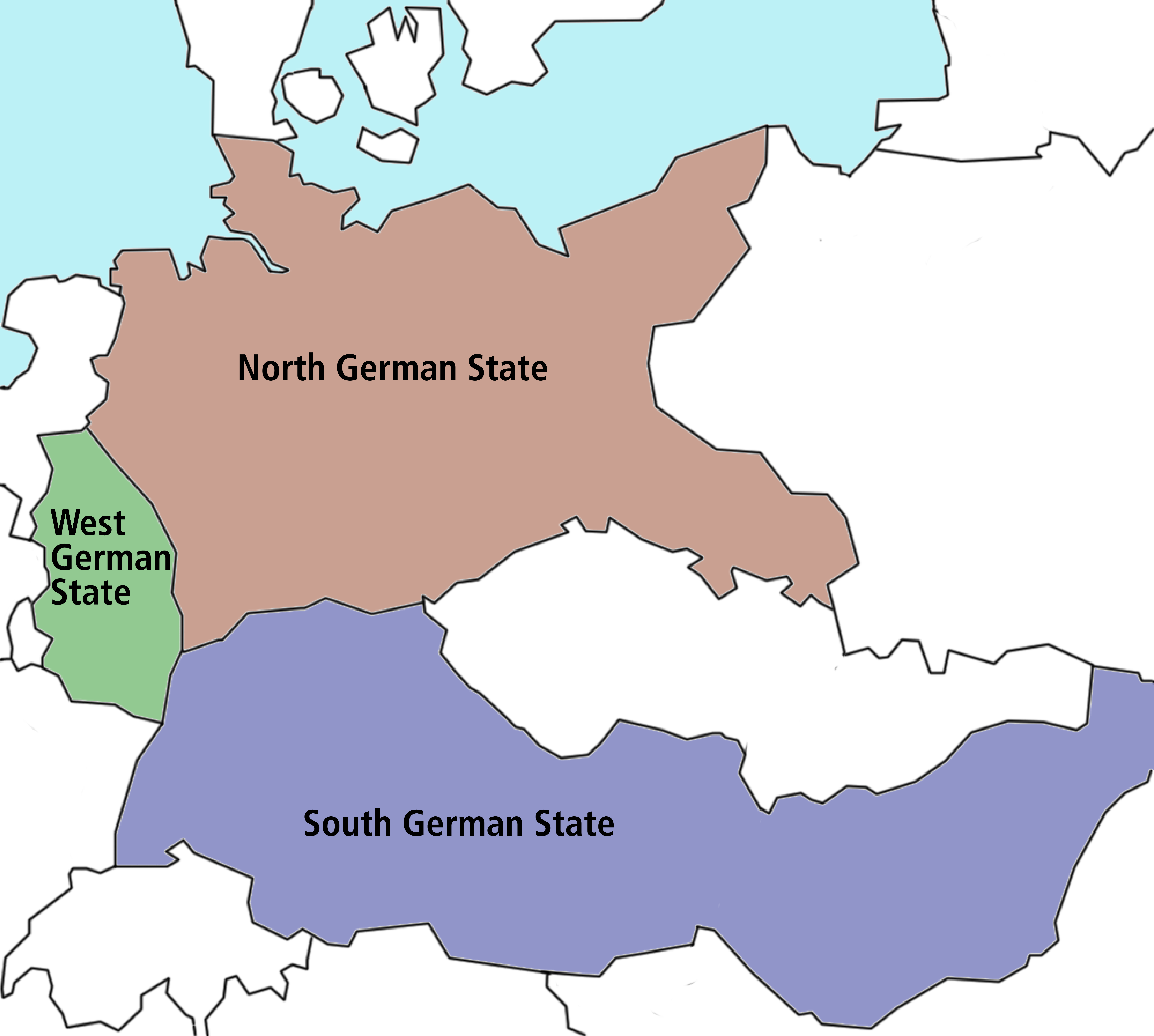
Pla de Winston Churchill: Estat nord-alemany  Estat sud-alemany, inclosos les modernes Àustria i Hongria  Estat alemany occidental
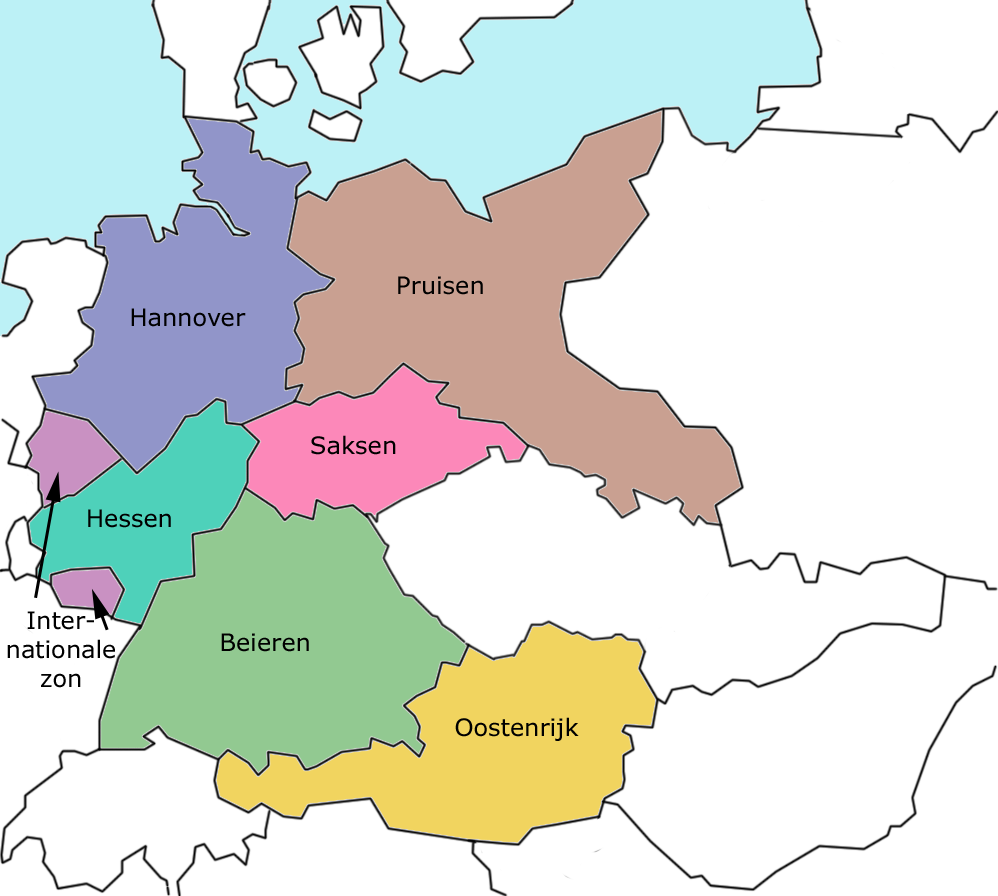
Pla de Franklin D. Roosevelt: Hannover  Prússia  Hessen  Saxònia  Baviera  Zona internacional (dos exclavaments)  Àustria, administrada pels aliats
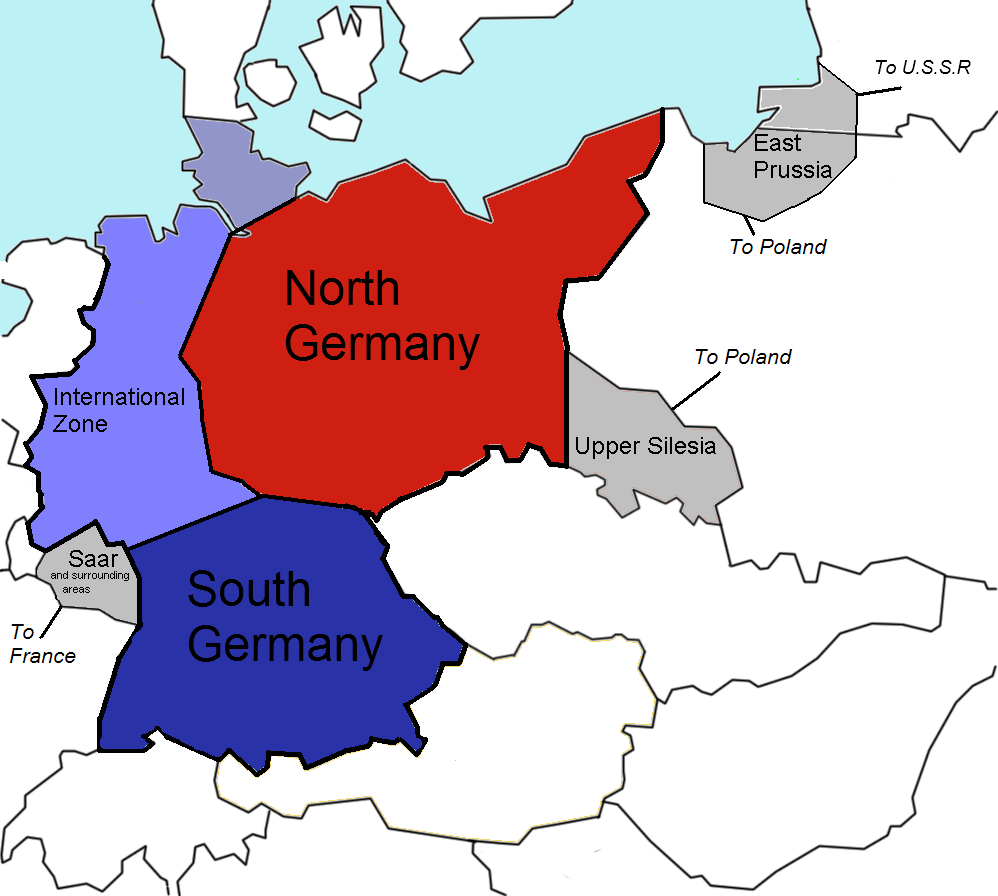
Pla Morgenthau: Estat d'Alemanya del Nord  Estat d'Alemanya del Sud   Zona internacional  Territori perdut d'Alemanya (Sarre a França, Alta Silèsia a Polònia, Prússia Oriental, dividida entre Polònia i la Unió Soviètica